# Cinzia Th. Torrini
Cinzia Th. Torrini (* 5. September 1954 in Florenz) ist eine italienische Regisseurin und Drehbuchautorin.

## Biografie
Schon mit vierzehn Jahren entdeckte Cinzia Torrini eine Vorliebe für die Fotografie, der sie viel Zeit widmete. 1973 schloss sie in Florenz ihre schulische Ausbildung mit dem Abitur ab und studierte von 1974 bis 1976 an der Universität ihrer Heimatstadt Literatur und Philosophie. Nach kurzer Zwischenstation in einem Studio, das sich auf Design-Fotografie spezialisiert hat, arbeitete sie als Fotoreporterin für eine Motorrad-Zeitschrift. Sie nahm mit ihren Fotografien auch an einigen Ausstellungen teil.
In der Zeit von 1976 bis 1981 absolvierte sie ein weiteres Studium an der Hochschule für Fernsehen und Film München und drehte 1977 für das Bayerische Fernsehen ihren ersten Dokumentarfilm mit dem Titel „Früher oder später“ über die Geschichte des letzten Fährmannes auf dem Arno vor dem Bau einer Brücke. Nachdem sie ihr Diplom erlangt und einige weitere Kurz- und Dokumentarfilme gedreht hatte, folgte mit „Lotto auf Italienisch“ ihr Spielfilm-Debüt. Der Film wurde 1982 auf dem Filmfestival in Venedig präsentiert. 1986 folgte „Hotel Colonial“.
Torrini arbeitete danach für das italienische Fernsehen für das sie eine lange Reihe von Dokumentar- und Fernsehfilmen sowie Miniserien drehte. 1995 führte sie Regie für die Episode „Zuckerschnute“ der Reihe „Erotic Tales“, für die sie auch das Drehbuch schrieb. Die Folge erhält internationale Auszeichnungen. Ihre Arbeit für das Kino und Fernsehen umfasst verschiedene Genres wie Thriller, Krimi, Komödien, Mysterie und mehr. Viele Filme sind in europäischer Koproduktion entstanden.
Bekannt wurde sie vor allem mit Filmen, die einen starken sozialen Anspruch hatten, wie z. B. „Gefährliche Verführung“ und „Iqbal“. Ihren bisher größten Medienerfolg erbrachte die Telenovela „Elisa di Rivombrosa“, eine im 18. Jahrhundert spielende konfliktreiche Liebesgeschichte, die zu den größten Erfolgen des italienischen Fernsehens der letzten Jahre gehört.

## Filmografie (Auswahl)
- 1981: Buzzino, TV-Film (Regie, Drehbuch, Kamera)
- 1982: Lotto auf Italienisch (Giocarde d’azzardo, Regie, Drehbuch)
- 1987: Killer Connection (Hotel Colonial, Regie, Drehbuch)
- 1990: Gefährliche Verführung, TV-Film (Il piccolo popolo, Regie, Drehbuch)
- 1991: Tödlicher Stoff, TV-Film (Dalla notte all'alba, Regie)
- 1993: L’ombra della sera, TV-Film (Regie)
- 1994: L’aquila della notte, TV-Film (Regie)
- 1995: Tod einer Hexe (Morte de una strega, Regie)
- 1995: Zuckerschnute, Episode (Caramelle, Regie, Drehbuch)
- 1996: Intolerance, Kollektivfilm-Segment (Regie)
- 1997: Teo, TV-Film (Regie)
- 1997: Kidnapping – Ein Vater schlägt zurück
- 1998: Ibqal, TV-Film (Regie)
- 1999: Dem Mörder verfallen – Eine Frau in Gefahr, TV-Film (Ombre, Regie)
- 2001: Tides of Change, TV-Film (Piccolo mondo antico, Regie)
- 2003: Elisa, TV-Serie (Elisa Di Rivombrosa, Regie)
- 2007: Donna detective, TV-Miniserie (Regie)
- 2009: Tutta la verità, TV-Miniserie (Regie)
- 2010: Terra ribelle, TV-Miniserie (Regie, 7 Episoden)
- 2012: La Certosa di Parma, TV-Miniserie (Regie)
- 2014: Un’altra vita, TV-Miniserie (Regie)
- 2015: Anna e Yusef, TV-Miniserie (Regie)
- 2017: Sorelle, TV-Miniserie (Regie)
- 2019: Pezzi unici, TV-Miniserie (Regie)
- 2024: Die schöne Rebellin, Fernsehfilm (Sei nell’anima, Regie, Drehbuch)